# Gnophos subpullata
Gnophos subpullata là một loài bướm đêm trong họ Geometridae.